# 美國第十航空隊
第十航空队（英語：Tenth Air Force）是美国空军预备役司令部下属的一个编号航空队，指揮部位于德克萨斯州的沃斯堡海軍航空联合预备役基地。